# Prințesa Augusta de Saxa-Gotha
Prințesa Augusta de Saxa-Gotha (30 noiembrie 1719 – 8 februarie 1772) a fost Prințesă de Wales între 1736 și 1751. A fost una dintre cele trei deținătoare ale acestui titlu care n-au devenit niciodată regină. Fiul cel mare al Prințesei Augusta, George al III-lea, a devenit rege în 1760 în vreme ce soțul ei, Frederick murise cu noua ani înainte.

## Primii ani
Prințesa Augusta s-a născut la Gotha, ca fiică a lui Frederic al II-lea, Duce de Saxa-Gotha-Altenburg (1676-1732) și al Magdalenei Augusta (1676-1740). 

## Căsătorie

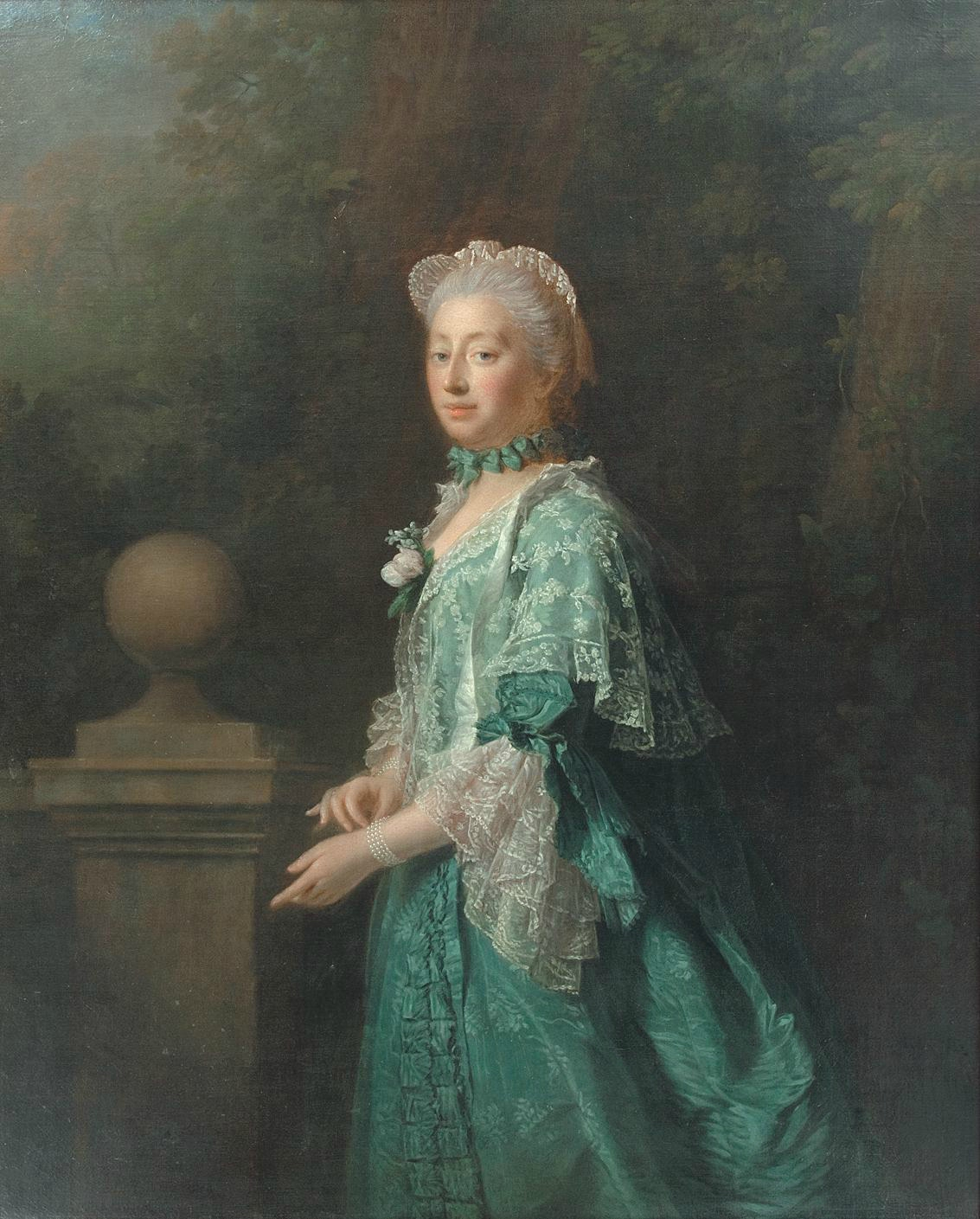
Portret al Augustei de Saxa-Gotha, 1759

La vârsta de 16 ani, fără să vorbească engleza, a sosit în Marea Britanie pentru ceremonia de nuntă care a avut loc aproape imediat, la 17 aprilie 1736 la Capela Regală a Palatului St James din Londra. În ciuda diferenței de 12 ani dintre soți, au avut un mariaj fericit. Au avut nouă copii, ultimul născut după decesul lui Frederick. 
Nașterea primei lor fiice, Prințesa Augusta, a avut loc la St James după ce Augusta a fost obligată de Frederic să plece de la Palatul Hampton Court în timp ce era în travaliu pur și simplu ca părinții lui să nu participe la naștere. De-a lungul căsătoriei lor, Augusta a stat de partea soțului ei în conflictul cu părinții lui. După moartea lui Frederic, rolul ei ca mamă a moștenitorului tronului a devenit unul mult mai important și ea a fost numită regent prospectiv, lucru care a provocat o controversă politică.
La scurt timp după aceea, ea a început să fie influențată de către John Stuart, al 3-lea conte de Bute, tutorele fiului ei, și s-au răspândit zvonuri că cei doi au avut o aventură. Chiar și după ascensiunea fiului ei pe tron ca regele George al III-lea, Augusta a suferit de ostilitate din partea publicului larg. 
După ce ea a murit de cancer la gât, la vârsta de 52 de ani, la Casa Carlton, procesiunea funerară a atras scandalagii care au urmat sicriul strigând insulte grave.

## Copii
Augusta și Frederic au avut nouă copii:
- Prințesa Augusta Frederica a Marii Britanii, Ducesă de Brunswick (31 August 1737 - 31 Martie 1813 ); S-a căsătorit în 1764 cu Karl Wilhelm Ferdinand, Duce de Brunswick; a avut copii.
- George al III-lea, Rege al Regatului Unit ( (4 iunie 1738 - 29 ianuarie 1820).S-a căsătorit în 1761 cu Charlotte-Sophia, Ducesă de Mecklenburg; a avut copii.
- Prințul Eduard, Duce de York și Albany  (14 martie 1739 - 17 septembrie 1767).Nu a avut moștenitori.
- Prințesa Elisabeta Caroline a Marii Britanii (30 decembrie 1740 - 4 septembrie 1759). A murit nemăritată la vărsta de 18 ani.
- Prințul William Henry, Duce de Gloucester și Edinburgh (14 noiembrie 1743 - 25 august 1805).S-a căsătorit în 1766 cu Maria Waldegrave, Contesă Waldegrave; a avut copii
- Prințul Henry, Duce de Cumberland și Strathearn (27 noiembrie 1745 - 18 septembrie 1790).Acesta s-a căsătorit în 1771 cu Hon. Lady Anne Luttrell; fără copii.
- Prințesa Louisa a Marii Britanii  (8 martie 1749 - 13 mai 1768). A murit la 18 ani nemăritată.
- Prințul Frederick al Marii Britanii (13 mai 1750 - 29 decembrie 1765).A muit în adolescență.
- Caroline Matilda de Wales, Regină Consoartă a Danemarcii și Norvegiei (11 iulie 1751 - 10 mai 1775).S-a căsătorit în 1766 cu regele Christian al VII-lea, Rege al Danemarcei și Norvegiei, și a avut copii, printre care se numără și Frederic I al Danemarcei.